# 和智元郷
和智 元郷（わち もとさと）は、戦国時代から江戸時代前期にかけての武将。備後国三谿郡吉舎の南天山城を本拠とした国人・和智氏の第10代当主。毛利氏家臣。

## 出自
備後国の国人である和智氏は藤原秀郷の流れを組む家系で波多野氏などと同族。室町時代の当主である時実・豊実・豊広・豊郷は代々、備後守護の山名氏に臣従し、また守護からは偏諱を受けている。戦国期は他の備後の国人と共に、出雲国の尼子経久、次いで安芸国の毛利元就が力をつけると、それに従属した。

## 生涯

### 出生
備後国三谿郡吉舎の南天山城を本拠とした国人・和智氏の第9代当主で毛利氏に従った和智誠春の嫡男として生まれる。

### 毛利隆元の急死
永禄6年（1563年）、父・誠春は、尼子氏を攻めるため出雲国へ出陣する直前の毛利隆元を饗応に招いた。誠春と隆元が福原氏を介して縁戚関係にあったこともあり、隆元はこの招待を快諾。同年8月3日晩に安芸国高田郡佐々部の誠春の宿所において、立派な酒食で隆元を歓待した。しかし、隆元は誠春の宿所からの帰途で激しい腹痛を起こし、翌8月4日朝に急死してしまった。毛利元就は状況から隆元の死を自然死ではないと判断し、隆元に随行していた赤川元保が誠春と組んで尼子氏と通じ、隆元を毒殺したものと疑った。そのため、永禄10年（1567年）3月7日に赤川元保と弟の赤川元久、養子の赤川又五郎が隆元暗殺の疑いで元就の命により誅殺された。しかし、赤川元保は隆元に対して誠春の饗応は断るべきと進言していたことが判明したため、赤川元保の疑惑が晴れ、隆元暗殺の嫌疑は誠春のみに向けられることとなった。

### 元郷の血判起請文
和智氏に毛利隆元暗殺の疑惑が向けられている事を憂えた元郷は、永禄11年（1568年）2月16日に元就に血判の起請文を提出し、元就や輝元への忠誠を誓い、元郷らの身上については「元就様」を頼る他なく、御厚恩は子孫に至るまで申し伝え、もし誠春が自分と同様の忠臣でなければ親子の義絶も辞さないと誓った。起請文の最後には「若し右の趣偽りに於いては、梵天、帝釈、四大天王、惣て日本国中六拾余州大小神祇、殊に氏神明、当国嚴嶋大明神、吉舎両社明神、悉に備後国一宮大明神、各御罰罷り蒙るべき者也」と記しており、和智氏が崇敬する吉舎両社明神を、毛利氏が崇敬する厳島神社の下位に位置付け、毛利氏への配下の礼を取っている。
元郷の起請文を受けて元就は、隆元の死に元郷は無関係であると認めたが、誠春は積極的に嫌疑を晴らすような行動はとらなかったため、元就は誠春誅殺の意思を固めた。同年の伊予出陣に誠春とその弟の柚谷元家（湯谷久豊）も加わったが、伊予出陣が終わった5月に誠春と元家は、厳島の摂受坊へ監禁されることとなる。誠春と元家の監視は、伊予遠征時も厳島の守将を務めていた児玉元村と佐武美久が担当し、摂受坊の周囲に柵をめぐらせて厳重に警戒した。

### 和智誠春粛清
厳島の摂受坊に監禁された誠春と元家は、監禁から半年ほど経った同年12月16日に和智氏の家臣1人の手引きで番衆の油断に乗じて摂受坊を脱走し、厳島神社本殿に立て籠もったが、永禄12年（1569年）1月24日、元就から派遣された熊谷就政が厳島神社の回廊に潜入し、隙を突いて誠春を組み伏せ、児玉元村と協力して討ち果たした。誠春が討たれたと知った柚谷元家と家臣も観念して出頭し、社頭において誅殺された。
元郷は既に起請文を提出して隆元の死とは無関係と元就に認められていたため和智氏の存続を許され、以後も毛利氏に仕えることとなる。一方、柚谷元家の子（元郷の従兄弟）の湯谷実義は元就に抵抗したため滅ぼされることとなる。

### 輝元時代
天正8年（1580年）閏3月21日、叔従父の有福元貞と共に美作の大寺畑城への在番を輝元から命じられる。
慶長5年（1600年）の関ヶ原の戦いにより毛利氏は防長2ヶ国へ転封となったため、元郷も備後国を離れて周防国吉敷郡西岐波の領主となった。西岐波に移り住んだ元郷は、真河内の溜池を灌漑用に大改修するなど、領地経営に力を注いだ。
元郷の没年は不明。嫡男の広世は朝鮮出兵の際に戦死していたため、次男の元盛が後を継いだ。